# Białogon

Dzielnice i osiedla Kielc, Białogon ma na mapie nr 33

Białogon – część Kielc, jej początki sięgają pierwszej połowy XVII w., kiedy zaczęła istnieć jako osada przemysłowa. Położona jest na obrzeżach miasta, w pobliżu drogi wojewódzkiej nr 762. Posiada własną stację kolejową, na której zatrzymują się jedynie pociągi osobowe. Przy ulicy Fabrycznej, naprzeciw Skweru Brzezinki oraz Arboretum im. Władysława Dzikowskiego, znajduje się zabytkowy drewniany, kryty gontem, kościółek Przemienienia Pańskiego. Nieopodal, przy ulicy Pańskiej 1A znajduje się Dom Harcerza im. Natalii Machałowej. Przy ulicy Kolonia 34 znajduje się nowy kościół. Przy alei Górników Staszicowskich 22a mieści się Szkoła Podstawowa nr 20 w Kielcach, od 2009 roku nosząca imię Natalii Machałowej.
Przez Białogon przechodzi  czerwony szlak turystyczny z Chęcin do Kielc.

## Historia
Nazwa Białogon jest po raz pierwszy wzmiankowana w dokumentach z roku 1601 i ma związek z tutejszą kulturą rolniczą. Stanowi ona złożenie przymiotnika biały (określającego kolor wapiennego podłoża) oraz rzeczownika gon, oznaczającego prawdopodobnie przeganianie bydła.
Inną wersję pochodzenia tej nazwy przedstawia następująca legenda. Podróżni wędrujący z różnych zakątków kraju i świata często przystawali u brzegów rzeki Bobrzy, przemierzając biegnący tędy szlak kupiecki. Podczas tych postojów, często widywano dziwne białe ogony, nie wiedząc, że to słońce odbijające się w sierści żyjących w rzece bobrów czyni ich ogony białymi, więc okrzyknięto to miejsce jako słynące z białych ogonów. Powstałą tu wkrótce osadę nazwano Białymi Ogonami, następnie Białogonami, aż wreszcie przybrała obecną formę – Białogon.
Białogon zaczął istnieć jako osada przemysłowa w pierwszej połowie XVII wieku, wraz ze wzniesieniem tu huty miedzi i ołowiu przez Franciszka i Piotra Konieckickich. W latach 1814–1817, z inicjatywy Stanisława Staszica wybudowano hutę „Aleksandra”, w której pozyskiwano miedź, bito srebrne monety, oraz produkowano wyroby ogólnego użytku. Po wyczerpaniu w okolicy rud miedzi i ołowiu, zakład przebudowano na odlewnię żeliwa. W trakcie powstania listopadowego powstawały tu m.in. lufy armatnie, pociski artyleryjskie oraz karabiny.
Nową świetność zakładom nadał nowy właściciel Leon Skibiński który po 1906 roku gruntownie je zmodernizował i rozszerzył profil produkcji. Jego zakłady noszące nazwę „Zakłady Mechaniczne, Odlewnia, Fabryka Maszyn i Narzędzi Rolniczych” były w Okręgu Staropolskim największym w tej branży przedsiębiorstwem. Projekt osiedla wzorowano na tzw. „Róży Wersalskiej”, a końcowy układ stanowi pięć promieniście rozłożonych ulic, wychodzących spod bramy zakładu. Rozplanowanie to, powstałe w 1817 roku, uznano za zabytkowe. 
Po gruntownej przebudowie oraz rozbudowie zakład został zamieniony, w 1966 roku, w „Kielecką Fabrykę Pomp – Białogon”, która prowadzi produkcję do dziś. W latach 1954–1965 wieś należała i była siedzibą władz gromady Białogon, po jej zniesieniu Białogon został włączony do Kielc 1 stycznia 1966 roku.
Urodził się tu Józef Piotr Brzeziński (1862–1939) – polski biolog i ogrodnik, wykładowca i profesor (od 1913) Uniwersytetu Jagiellońskiego.

## Zabytki

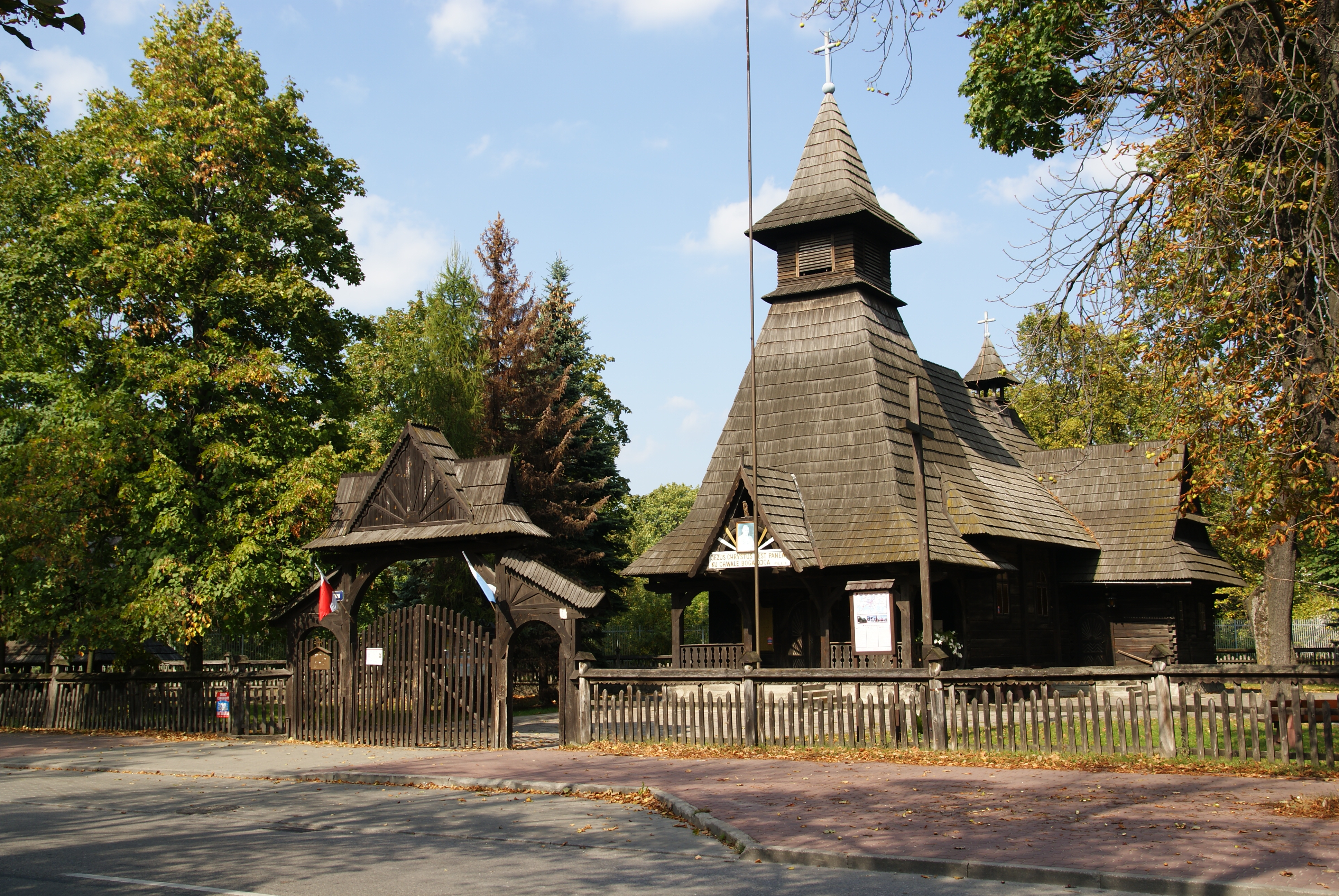
Kościół pw. Przemienienia Pańskiego

- Drewniany, kryty gontem, kościółek Przemienienia Pańskiego, wybudowany w latach 1917–1918[7], wraz z ogrodzeniem i dzwonnicą, w stylu podhalańskim. Został zaprojektowany przez Mateusza Galasa, a jego architektura nawiązuje do modnego wówczas stylu zakopiańskiego. W 1993 r. kościół wraz z drewnianą dzwonnicą i drewnianym ogrodzeniem z bramką, jako zespół, został wpisany do rejestru zabytków nieruchomych (nr rej.: A.401/1-3 z 14.04.1993)[8].

- Zespół fabryczny dawnych Zakładów Białogońskich wraz z osiedlem przemysłowym (nr rej.: A.402 z 1.12.1956 i z 15.02.1967)[8]:
  - hala odlewni z lat 1814–1820,
  - hala odlewni mosiądzu z lat 1814–1820,
  - hala kotlarni i modelarni z lat 1814–1820,
  - dawna szkoła, obecnie sklep, z 1824 r.,
  - domy mieszkalne, ul. Fabryczna 2–4, 14, 16, 18, 20, ul. Pańska 2, 4, 6, z lat 1824–1837.

## Warunki przyrodnicze
Na Białogonie znajduje się miejsce, gdzie rzeki Silnica i Sufraganiec wpadają do Bobrzy. Do połowy lat 90. XX wieku istniał tzw. Staw Białogoński. Pod koniec lat 80. na skutek zaniedbania regulacji stawideł, nadmiar wody spowodował przerwanie grobli. W głębi lasu znajduje się rezerwat przyrody Biesak-Białogon.
Z podziemnych źródeł białogońskich czerpana jest woda do miejskich wodociągów.

## Transport
Dojazd autobusami linii: 1, 5, 19, 27, 28, 29, 31, T.

## Gospodarka

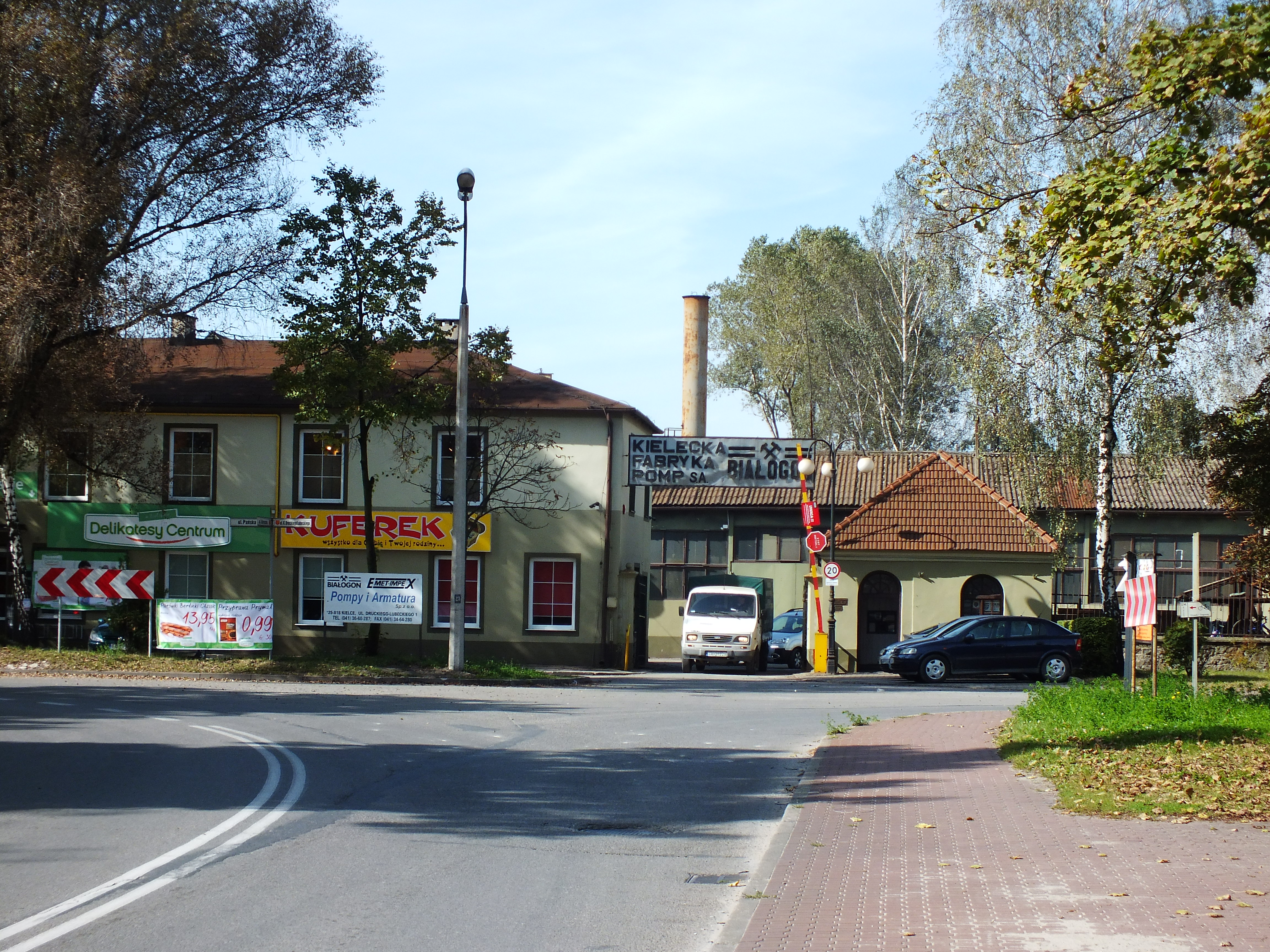
Kielecka Fabryka Pomp „Białogon”

Na Białogonie, na końcu ulicy Fabrycznej, z siedzibą przy ul. Druckiego-Lubeckiego 1, znalazła Kielecka Fabryka Pomp, swojego czasu jeden z ważniejszych zakładów pracy. Również przy ulicy Fabrycznej znajduje się obecnie także firma Formaster S.A., producent przepływowych ogrzewaczy i systemów filtracyjnych.
Do momentu ogłoszenia bankructwa w 2004 mieściło się tu również przedsiębiorstwo PiA-Piasecki, zajmujące się produkcją urządzeń armaturyjnych. Obecnie na Białogonie, przy Alei Górników Staszicowskich, mieści się Sala Królestwa pięciu kieleckich zborów Świadków Jehowy.